# Герман Шульц (підводник, 1920)
Герман Шульц (нім. Hermann Schultz; 7 лютого 1920, Кіль — 12 лютого 1998, Гамбург) — німецький офіцер-підводник, оберлейтенант-цур-зее крігсмаріне.

## Біографія
1 жовтня 1938 року вступив на флот. З жовтня 1941 року — 1-й вахтовий офіцер на підводному човні U-209, потім пройшов курс командира човна. З 9 січня 1942 по травень 1944 року — командир U-150, з 19 серпня 1944 по 3 травня 1945 року — U-3502.

## Звання
- Кандидат в офіцери (1 жовтня 1938)
- Морський кадет (1 липня 1939)
- Фенріх-цур-зее (1 грудня 1939)
- Оберфенріх-цур-зее (1 серпня 1940)
- Лейтенант-цур-зее (1 квітня 1941)
- Оберлейтенант-цур-зее (1 січня 1943)